# Klášter Clairvaux
Klášter Clairvaux byl francouzský cisterciácký klášter 100 km severně od Dijonu. Konvent byl založen 25. června 1115 jako dceřiný klášter Cîteaux přímo sv. Bernardem a dalšími mnichy vyslanými opatem Štěpánem Hardingem. Během svého působení vyslal tento klášter velké množství konventů k založení nových fundací. Budovy středověkého kláštera byly až na dům konvršů zbořeny v 18. století a nahrazeny klášterní novostavbou ve stylu klasicismu. 
Konvent zanikl následkem Francouzské revoluce a od roku 1808 v jeho prostorách sídlí věznice (Maison centrale de Clairvaux). Ke známým vězňům patřili socialističtí revolucionáři Auguste Blanqui a Petr Kropotkin nebo dočasně známý venezuelský terorista Carlos Šakal.

## Dceřiné kláštery

### Francie

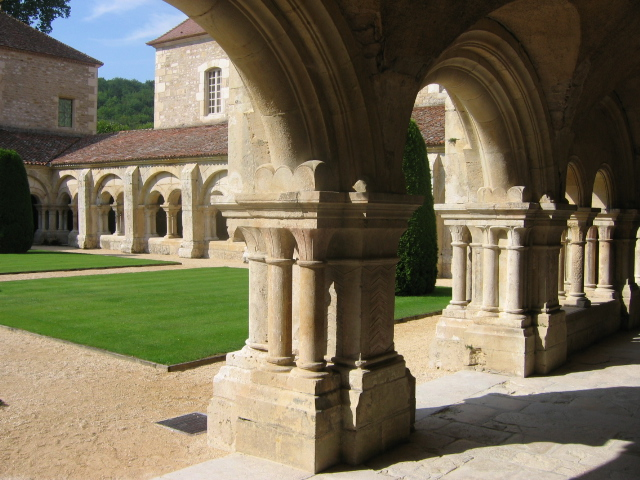
Fontenay, nejstarší zachovaný dceřiný klášter kláštera Clairvaux (1118)

- Klášter Trois-Fontaines
- Klášter Fontenay
- Klášter Foigny
- Klášter Igny
- Klášter Reigny
- Klášter Ourscamp
- Klášter Cherlieu
- Klášter Vaucelles
- Klášter Longpont
- Klášter Vauclair
- Klášter Hautecombe
- Klášter Buzay
- Klášter La Grâce-Dieu
- Klášter Auberive
- Klášter Aulps
- Klášter Balerne
- Klášter Noirlac
- Klášter La Bénisson-Dieu
- Klášter Clairmarais
- Klášter Larrivour
- Klášter La Prée
- Klášter Val-Richer
- Klášter Belleperche
- Klášter Beaulieu-en-Rouerge
- Klášter Grandselve
- Klášter Savigny
- Klášter Élan
- Klášter Fontmorigny
- Klášter Aubepierre
- Klášter Longuay
- Klášter Loos
- Klášter Boulancourt
- Klášter Clairmont
- Kloster Moreilles
- Klášter Mores
- Klášter Peyrouse
- Klášter Boschaud
- Klášter Les Chatelliers
- Klášter Mont-Ste-Marie

### Švýcarsko
- Klášter Bonmont

### Belgie
- Klášter Ten Duinen
- Klášter Villers
- Klášter Aulne
- Klášter Cambron
- Klášter Val-St-Lambert

### Nizozemí
- Klášter Klaarkamp

### Itálie
- Klášter Chiaravalle Milanese
- Klášter Chiaravalle della Colomba
- Klášter Casamari
- Klášter Tre Fontane
- Klášter Cabuabbas
- Klášter S. Maria delle Paludi
- Klášter S. Pietro della Canonica
- Klášter S. Gaudenzio

### Britské ostrovy
- Klášter Rievaulx
- Klášter Fountains
- Klášter Boxley
- Klášter Whitland
- Klášter Margam
- Klášter Mellifont

### Pyrenejský poloostrov
- Klášter Tarouca
- Klášter Alcobaça
- Klášter Lafões
- Klášter Salzedas
- Klášter Seiça
- Klášter Moreruela
- Klášter Oseira
- Klášter Sobrado
- Klášter Melón
- Klášter Valparaiso
- Klášter Meira

### Skandinávie
- Klášter Alvastra
- Klášter Nydala
- Klášter Esrom

### Německo
- Klášter Himmerod
- Klášter Eberbach

### Maďarsko
- Klášter Zirc

## Myslitelé pocházející z Clairvaux

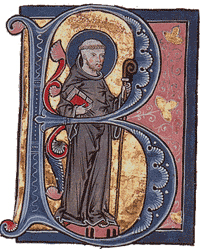
Bernard z Clairvaux

- sv. Bernard z Clairvaux († 1153), opat a učitel církve
- Evžen III. († 1153), 167. papež, první papež, který pocházel z cisterciáckého řádu
- bl. Gerhard z Clairvaux († 1177), opat a mučedník
- Jindřich z Marcy (též z Clairvaux) († 1189), opat a kardinál
- bl. David z Himmerodu († 1179), mystik
- Alcher z Clairvaux (12. století), cisterciácký autor